# 楊難当
楊 難当（よう なんとう）は、後仇池の第5代君主。父は後仇池の第2代君主楊盛。兄は第3代君主楊玄。子は楊和・楊虎・楊順。孫は楊大眼。

## 略歴
405年に父の楊盛が後秦と戦い大敗した際に人質に差し出された。429年に兄の楊玄が死去して楊玄の子の楊保宗が跡を継ぐと、すぐに謀反を起こして甥を廃し、自ら即位した楊難当は南朝宋に服属した。432年に後仇池では飢饉が発生、同時期に南朝宋では司馬飛龍の乱が起こったので楊難当はこれに乗じて梁州北部を攻撃して漢中を占領したが、すぐに南朝宋の蕭思話の反撃を受け、434年に楊難当は謝罪して再度南朝宋に服属した。先に廃された楊保宗は432年に楊難当に叛いたが失敗して捕らえられ、435年には赦免されて董亭に鎮したが、後に楊保宗の兄の楊保顕と共に北魏に亡命した。436年3月、楊難当は建義という独自の年号を建て、自らを大秦王、妻を王后、世子の楊和を太子として本格的に自立し、南北朝のどちらにも属さない完全な独立国としての体制を敷いた。仇池が完全な独立体制、独自の年号を持ったのはこの時だけであった。
楊難当は北魏の上邽を攻撃するが、北魏は先に亡命していた楊保宗を使ってこれを防がせた。440年、楊難当は旱魃と災害を理由にして王号を大秦王から武都王に戻し、441年には南朝宋の益州北部を攻撃したが撃退され、追いつめられた楊難当は442年閏5月に仇池を放棄して北魏に亡命し、ここに後仇池は滅亡した。